# Bellis sylvestris
Pour les articles homonymes, voir Pâquerette (homonymie).
Espèce
Classification phylogénétique
La Pâquerette d'automne ou Pâquerette des bois (Bellis sylvestris) est une espèce de plante à fleurs faisant partie de la famille des Asteraceae.
C'est une plante herbacée.